# Ein Metjen nahmens Preetzen
Ein Metjen nahmens Preetzen ist ein deutscher Dokumentarfilm von Gerald Koll aus dem Jahr 2014. Gegenstand des Films ist ein Hexenprozess in Kiel im Jahr 1676. Bei dem im Titel genannten „Metjen nahmens Preetzen“ (die Schreibweise folgt dem Kieler Stadtprotokoll) handelt es sich um eine historische Figur. Anje Preetzen bezichtigte im April 1676 ihre Stiefmutter, eine Hexe zu sein, und löste damit das Inquisitionsverfahren aus. Der Film wurde im Stil eines illustrierten Hörspiels produziert und präsentiert überwiegend Kupferstiche, Holzdrucke und Bildquellen des 17. Jahrhunderts. Der Film wurde am 16. November 2014 im Kommunalen Kino in der Pumpe in Kiel uraufgeführt. Am selben Tag ist der Film auch auf DVD erschienen. Der Film wurde zudem beim Eröffnungsabend auf dem Archäologie-Film-Festival Archäomediale & Cinarchea im ehemaligen Kloster St. Pauli in Brandenburg an der Havel 2015 gezeigt.

## Inhalt
Am 25. April 1676 erwähnen die Kieler Stadtprotokolle „ein Metjen nahmens Preetzen“. Es klagt, seine Stiefmutter treibe „gottlose Sachen“ und führe auf den „düstern bergk“. Zwei Monate später werden zwei Hexen verbrannt – die letzten Hexen von Kiel.
Stand die kleine norddeutsche Fördestadt im Bann von Hexenwahn und Hexenjägern? Ganz und gar nicht. Und doch musste es so kommen. Wie es kam, erzählt das Mädchen selbst. Es heißt Anje Preetzen und ist 350 Jahre alt.
Die Erinnerung dieses Mädchens ist aufgeladen mit Bildern des 17. Jahrhunderts: mit barocken Gemälden, Holzdrucken, Kupferstichen und Quellen der Kieler Justiz. Ein Metjen nahmens Preetzen ist Anje Preetzens Geschichte, ein illustriertes Hörspiel, ein Versuch, die Vergangenheit zu Wort kommen zu lassen.

## Der Malefizprozess – eine Chronik

### Europa und Kiel
Für den Zeitraum 1530–1700 rechnen Historiker in Europa mit etwa 60.000 Hinrichtungen von „Hexen“.  Genauer lässt sich die Zahl für Kiel bestimmen. Für einen Zeitraum von 130 Jahren verzeichnen die Akten 34 Hinrichtungen. Kiel zählt damit nicht zur Hochburg der Hexenverfolgung. Zum Vergleich: Das Gebiet Schleswig-Holstein verzeichnet im selben Zeitraum 846 Fälle, davon wohl 600 Hinrichtungen. Im Jahr 1676 finden sich im deutschsprachigen Raum diverse Hexenverfolgungen.
Da es sich um ein Inquisitionsverfahren und nicht um ein Akkusationsverfahren handelt, tritt kein privater Kläger auf. Es wird im öffentlichen Interesse von Amts wegen ermittelt. Ankläger ist also die Obrigkeit. Im vorliegenden Kieler Fall von 1676 bedeutet das: Anje Preetzen tritt nicht als Anklägerin gegen ihre Stiefmutter Trinke Preetzen auf, sondern als Zeugin.

### Die Vorgeschichte des Kieler Prozesses
Der Prozess 1676 in Kiel hat eine spezielle Vorgeschichte. Sie führt acht Jahre zurück, zu einer Verwandten der verdächtigen Personen. Diese Verwandte ist Teke Busch, angeklagt der Hexerei. Sie wird am 13. März 1668 wegen „bezüchtigter undt zugestandener Zeuberey“ verbrannt.
In den nächsten acht Jahren sind in Kiel keine weiteren Hexenverbrennungen verzeichnet. Im Jahr 1675 wird Claus Rönnefeld wegen Dieberei und Nothzucht verhört, gefoltert, zum Strang verurteilt – und begnadigt zum Tod durch Enthauptung. Sein Leichnam wird unter dem Galgen vergraben.
Doch vergessen ist der alte Fall keineswegs. Er ist dem Kieler Rat und auch der Kieler Bevölkerung 1676 noch bestens in Erinnerung. Der Leumund der Familie Busch/Preetzen scheint nachhaltig vergiftet zu sein.

### Der zeitliche Verlauf
25. April 1676, Dienstag: Eine Kieler Delegation reist zum Gut Bülk an der Küste. Dessen Gutsherr Wolf von Buchwaldt hat sie gerufen, denn ihm ist ein Gerücht über eine Kielerin zu Ohren gekommen, das der Untersuchung bedarf: Hexerei. Der Kieler Syndicus (Hennings) und ein Ratsherr (Petzolt) verhören eine auf dem Bülker Gut tätige Magd, laut Protokoll „ein Metjen nahmens Preezen“. Das Mädchen, es heißt Anje Preetzen, gibt an, seine in Kiel ansässige Stiefmutter Trinke Preetzen habe es zu „allerhant Üblem“ angewiesen, auch gehe die besagte Stiefmutter auf den „düstern Berck“. Das Mädchen gibt ferner zu Protokoll, die Stiefmutter verübe „gottlose Sachen“ und habe „zu Bülk gehuret“. Zurück in Kiel erstatten die Amtspersonen Bürgermeister von Lengerke Bericht.
26. April 1676, Mittwoch: Die in einem Keller in der Flämischen Straße wohnhafte Kielerin Trinke Preetzen wird umgehend verhaftet und zum Verhör auf das Rathaus gebracht. Trinke streitet alles ab. Sie gibt zu Protokoll, Anje Preetzen nicht zu kennen. Anjes Dienstherr wird aufgefordert, das Mädchen möge am 29. April nach Kiel kommen, um seiner Stiefmutter gegenübergestellt zu werden. Trinke Preetzen verbleibt im Gefängnis des Rathauses, der sogenannten Veste.
29. April 1676, Sonnabend: Über den Verlauf der Konfrontation gibt es keine Angaben. Dem Resultat nach darf angenommen werden, dass die Gegenüberstellung zur Erhärtung der Vorwürfe führte.
1. Mai 1676, Montag: Ein offizielles Verfahren wird eingeleitet, Trinke Preetzen vom Stadtgefängnis in die sogenannte Büttelei verlegt, einen stark abgeschirmten Turm mit Folterkammer. Hier landen Schwerverbrecher. Hier arbeitet der Büttel Paul Möller.
Es wird beschlossen, dass Trinke nochmals vernommen wird und Fiscalis (Staatsanwalt) und Defensor (Verteidiger) eingesetzt werden. Ob die juristische Fakultät der elf Jahre zuvor gegründeten Kieler Christian-Albrechts-Universität mit einer strafrechtlichen Expertise zu Rate gezogen wird, ist nicht belegt aber nicht ausgeschlossen. Zwei ihrer derzeit namhaftesten Repräsentanten sind die Professoren Samuel Reyher und Johann Daniel Major.
Das nunmehr offiziell eröffnete Verfahren scheint für sieben Wochen etwas auf der Stelle zu treten. Trinke erleidet wiederholt Folter.
19. Juni 1676, Montag: Die Rechtsbeistände erstatten Bericht. Trinke sei wiederholt gefoltert worden; inzwischen sei sicher, dass sie sich mit dem Teufel eingelassen, Blasphemie begangen, die Oblate missbraucht und die Stieftochter zur Hexerei angestiftet habe. Außerdem habe Trinke ausgesagt, mit ihrem Vater Hinrich Busch auf dem Hexentanz gewesen zu sein. Busch sei ihr Lehrmeister gewesen. Das nimmt sie zunächst zurück, nach nochmaliger Tortur aber bleibt sie bei der Aussage. Darauf wird beschlossen, Busch zu verhaften. Er ist bei der Stadt angestellt als Viehhüter.
20. Juni 1676, Dienstag: Gemäß Dekret wird Hinrich Busch verhaftet und gefoltert. An seinem Körper wird eine von Trinke bezeichnete weiße Hautstelle gefunden, die auf Nadelstiche nicht reagiert (kein Schmerz, kein Blut) und damit als Stigma/Hexenmal identifiziert wird. Man beschließt, die Befragung fortzusetzen. Auch für Hinrich und Trinke wird eine Gegenüberstellung angeordnet, auch für Hinrich Busch werden Fiskal und Defensor eingesetzt. Ferner solle „wegen der Tortur ergehen und geschehen lassen was recht ist“.
27. Juni 1676, Dienstag: Die Rechtsbeistände referieren, Hinrich Busch habe nach der Folter ein Bekenntnis abgelegt. Seine Schuld an der Hexerei sei sicher. Er sei allerdings weiter genau anhand der Aktstücke (die nicht überliefert sind) zu vernehmen.
30. Juni 1676, Freitag (noch gilt in Kiel der Julianische Kalender): Tag der Hinrichtung. Das Wetter ist laut Protokoll „übermäßig heiß“. Morgens vor der Predigt erhalten die Delinquenten das heilige Abendmahl.
Um 12 Uhr fährt ein Wagen vor, der die Verurteilten vor dem Gericht absetzt. Dort werden die Urteile verlesen, das Urteil für Trinke Preetzen und das Urteil für Hinrich Busch. Nach lautendem Recht müssen die Delinquenten das Urteil bestätigen.
Daraufhin werden sie auf die Richtstätte gebracht. Der Transport bereitet offenbar Probleme. Es gibt Engpässe bei der Beförderung, denn es ist für die Geistlichkeit, die die Delinquenten begleiten soll, kein Wagen verfügbar. Als Geistliche abgestellt sind nicht der ranghöchste Geistliche Hauptpastor Friedrich Jessen, sondern Diakon Gabriel Wedderkopp und der Prediger der Heilig-Geist-Kirche Martin Bützer, der wiederum den erkrankten und „unpässlich“ gemeldeten Archidiakon Matthias Burchard vertritt. Im Vorfeld der Exekution bitten Wedderkopp und Bützer den Rat dringlich um einen Wagen, der ihnen nach einigem Hin und Her gewährt wird.
Die Delinquenten werden auf der Richtstätte hingerichtet und verbrannt. Die Ausführung dürfte, obwohl namentlich nicht erwähnt, der amtierende Scharfrichter Paul Möller übernommen haben. Über die weitere Behandlung des Mädchens Anje Preetzen schweigen die Akten.

## Prädikat
Die Filmbewertungsstellung Wiesbaden vergab in der Sitzung 07/14 (Mai 2014) das Prädikat besonders wertvoll: "Unglaublich, mit welch großer Genauigkeit und Materialfülle Koll seinen Film anreichert. Kupferstiche, Gemälde, Stadtansichten, Auszüge aus Stamm- und Stadtbüchern, Aktenvermerke, und vieles mehr. Aus diesem Puzzle an Informationen webt Koll einen filmischen Teppich und erweckt mit dem METJEN NAHMENS PREETZEN eine historische Figur wieder zum Leben. Durch die Fiktion ihrer „Erinnerung“ gibt er zusätzlich dem Damals eine Stimme. Verkörpert wird Anje – und dazu auch alle anderen Sprechrollen – von der Schauspielerin Katja Hensel. Je nach Figur variiert sie kunstvoll ihre Stimme und erschafft ein faszinierendes Figurenpanorama. Und trotz der fiktionalisierten Erweiterung von Anje Preetzen ist der Film ein wahrer Dokumentarfilm, denn das historische Material, das Koll mit der Kamera abfilmt und rhythmisch aneinander montiert, liefert Belege, die im historischen Bild nachweisbar sind. Gerald Kolls EIN METJEN NAHMENS PREETZEN ist keine Anklage. Der Film wirft lediglich einen Blick auf ein Stück Weltgeschichte, dessen Grundthemen – Glaube, Aberglaube, Demagogie und Hörigkeit – auch heute aktueller sind denn je."